# Eden Riegel
Eden Sonja Jane Riegel, född 1 januari 1981 i Washington, D.C. i USA, är en amerikansk skådespelerska känd från bland annat All My Children.
Hon är sedan 2007 gift med Andrew Miller, vilken hon har två barn med.

## Filmografi
| Film            | Film                                             | Film                             | Film                                              |
| År              | Titel                                            | Roll                             | Noteringar                                        |
| --------------- | ------------------------------------------------ | -------------------------------- | ------------------------------------------------- |
| 1992            | Ensam hemma 2 - vilse i New York                 | Körsångare                       | Ej krediterad                                     |
| 1993            | Richard Scarry's Best Learning Songs Video Ever! |                                  | Röst                                              |
| 1993            | Richard Scarry's Best Busy People Video Ever!    |                                  | Röst                                              |
| 1994            | The Frog King                                    | Prinsessa                        | Sundance Film Festival selection                  |
| 1996            | Duo                                              | Joan                             |                                                   |
| 1998            | Prinsen av Egypten                               | Miriam som ung                   | Röst                                              |
| 1999            | American Pie                                     | Sarah                            |                                                   |
| 1999            | Henry Hill                                       | Nicole Hill                      |                                                   |
| 2001            | Semmelweis                                       | Elisabeth                        | Kortfilm                                          |
| 2004            | Hi no Tori                                       | Chihiro/Robita                   | Röst                                              |
| 2009            | Year One                                         | Lilith                           |                                                   |
| 2013            | Naruto Shippuden the Movie: The Lost Tower       | Drottning Sara, Saras dotter     | Röst, engelskspråkig dubb                         |
| 2013            | Tiger & Bunny: The Rising                        | Kaede Kaburagi                   | Röst, engelskspråkig dubb                         |
| TV              |                                                  |                                  |                                                   |
| År              | Titel                                            | Roll                             | Noteringar                                        |
| 1995, 1997      | Spanarna                                         | Meghan Cooper                    | Avsnitt: Digital Underground, The Solomon Papers  |
| 1997            | I lagens namn                                    | Natalie                          | Avsnitt: Mad Dog                                  |
| 2000–2010, 2013 | All My Children                                  | Bianca Montgomery                |                                                   |
| 2004            | American Dreams                                  | Demonstrant                      | Avsnitt: Shoot the Moon                           |
| 2004, 2005      | One Life to Live                                 | Bianca Montgomery                | 3 avsnitt                                         |
| 2008            | Imaginary Bitches                                | Eden                             | Webbserie 13 avsnitt                              |
| 2008            | Cooking to Get Lucky                             | Host                             | Webbserie 5 avsnitt                               |
| 2010            | Stitch!                                          | Yuna                             | Engelskspråkig dubb                               |
| 2010            | Bleach                                           | Rurichiyō Kasumiōji              | Engelskspråkig dubb                               |
| 2010            | Castle                                           | Rachel Goldstein                 | Avsnitt: Punked                                   |
| 2010–2011       | The Young and the Restless                       | Heather Stevens                  | 20 april 2010 – 4 november 2011                   |
| 2011            | Marvel Anime: Iron Man                           | Nanami Ota                       | Engelskspråkig dubb                               |
| 2012            | NCIS                                             | Meredith Bilson                  | Avsnitt: The Good Son                             |
| 2012            | Tiger & Bunny                                    | Kaede Kaburagi                   | Engelskspråkig dubb                               |
| 2014            | Hawaii Five-0                                    | FBI-analytiker Katie Halinan     | Avsnitt: Pe'epe'e Kanaka                          |
| 2014            | Criminal Minds                                   | Shelley Hicks                    | Avsnitt: A Thousand Suns                          |
| Datorspel       |                                                  |                                  |                                                   |
| År              | Titel                                            | Roll                             | Noteringar                                        |
| 2010            | Final Fantasy XIII                               | Diverse röster                   | Engelskspråkig dubb                               |
| 2010            | Dead or Alive Paradise                           | Hitomi                           | Engelskspråkig dubb, tillsammans med Hynden Walch |
| 2010            | Naruto Shippuden: Dragon Blade Chronicles        | Akari Tatsuhiro                  | Engelskspråkig dubb                               |
| 2011            | Dead or Alive: Dimensions                        | Hitomi                           | Engelskspråkig dubb                               |
| 2012            | Call of Duty: Black Ops II                       | Josefina Menendez, Jane McKnight | Engelskspråkig dubb                               |
| 2012            | Resident Evil: Operation Raccoon City            | Sherry Birkin                    | Engelskspråkig dubb                               |
| 2012            | Dead or Alive 5                                  | Hitomi                           | Engelskspråkig dubb                               |
| 2012            | Resident Evil 6                                  | Sherry Birkin                    | Engelskspråkig dubb                               |
| 2012            | Persona 4 Golden                                 | Marie                            | Engelskspråkig dubb                               |
| 2013            | Shin Megami Tensei IV                            | Isabeau                          | Engelskspråkig dubb                               |
| 2013            | Dragon's Crown                                   | Elf                              | Engelskspråkig dubb                               |
| 2013            | Saints Row IV                                    | Jane Austen                      | Berättarröst                                      |
| 2014            | Final Fantasy X / X-2 HD Remaster                | Chuami                           | Engelskspråkig dubb                               |
| 2014            | Conception II: Children of the Seven Stars       | Ellie Troit                      | Engelskspråkig dubb                               |
| 2014            | Persona 4 Arena Ultimax                          | Marie                            | Engelskspråkig dubb                               |